# Le Cateau-Cambrésis
Le Cateau-Cambrésis är en kommun i departementet Nord i regionen Hauts-de-France i norra Frankrike. Kommunen ligger i kantonen Le Cateau-Cambrésis som tillhör arrondissementet Cambrai. År 2022 hade Le Cateau-Cambrésis 6 846 invånare.

## Befolkningsutveckling
Antalet invånare i kommunen Le Cateau-Cambrésis
| Referens: INSEE |